# Eburon Academic Publishers
Eburon Academic Publishers est une maison d'édition académique, résidant à la ville d'Utrecht aux Pays-Bas.